# 中华香烟
中华香烟是由上海烟草集团生产的一种中高档香烟，为中国烤烟的代表性产品，也是中国市场上销售额最高的香烟品牌，被誉为“国烟”。

## 发展历史

### 诞生
1949年5月，上海市人民政府成立后不久，上海市军事管制委员会就接管了原国民政府的国营中华烟草公司。1950年，该公司接受了中共高层传达的研制“最好卷烟品牌”香烟的政治任务。在样烟研制完成后，由当时的华东工业部部长汪道涵专程将其送到北京，供毛泽东等中共高层“评吸”，高官们吸烟后评价“很好”，并从此纳入特供体系。因为当时生产公司名叫“中华”，所以此种香烟也被称为“中华牌”香烟。

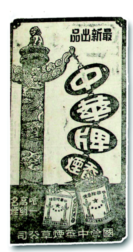
1951年2月13日，中华烟草公司在《烟业日报》第一版刊登的中华牌香烟广告

品牌名确认后，中华烟草公司在《解放日报》登廣告征集商标图案。广告刊出后，投稿的人很多。最终中华烟草公司采纳了华东美术协会秘书长的作品：商标正面为天安门城楼，底色深红并且加上了五颗金色五角星，天安门城楼两旁配有两个大华表，下面绘有金水桥，在上部中间印有“中华牌卷烟”五个大字；包装背面绘有一个有底座的大华表，中间印有“中华牌卷烟”。
1951年2月13日，中华烟草公司在《烟业日报》第一版刊登85mm×160mm的中华牌卷烟广告：广告画面上以大华表为主图，华表上挂着四个大灯笼，四个大灯笼上书“中华牌香烟”五个大字同上端“最新出品”字样联为一体；下四分之一处，为中华牌卷烟20支软装和50支罐装的手绘包装图，加有广告词“唯一高级名烟”，最下端为“国营中华烟草公司”八字。
1951年起，中华二厂小批量生产中华牌卷烟，当时主要供应中央和华东地区党政机关使用，部分行销市场。1952年中华烟草公司并入上海烟草公司后，中华牌香烟的制造交给上烟二厂。至1953年3月，中华牌香烟已累计生产16000余箱。

### 限量供应时期
在1950年代到1980年代，中华香烟作为“特供烟”，主要供给访中的各国宾客和中国驻外使领馆。中华人民共和国外交部每年向上海卷烟厂定购一批中华牌香烟，主要规格是五十支听装和二十支软包装。在这样的情况下，中华牌香烟的生产是一项政治任务。1954年，食品工业部派工作组专赴上海检查中华牌香烟品質，规定中华牌香烟配方如有较大变动须经食品工业部批准，并在原料供应等方面给予了政策上支持。
由于原料数量在计划经济体制下增长缓慢，甚至屡有下降，中华牌香烟的产量一直不高，文革期间，其产量甚至低于1950年代的产量，中华人民共和国商业部按照“照顾特、兼顾一般”的原则对全国进行分配。至1980年代，中华烟的年产量一般在几千箱，不超过一万箱。

### 开放供应
1984年，上海市烟草专卖局和上海市烟草公司成立，对上海烟草行业实行供产销的统一经营管理，此时中华还是作为特供烟，消费者仍不能在市场上买到。1988年，全国13种“名烟”由“特供”改为放开价格上市供应，中华牌香烟也在其列，此时，底层平民才能第一次接触到中华牌香烟。1984年至1992年，中华牌卷烟总产量超过16万箱。
1997年，中华香烟年产量达到10万箱，2011年销售逾90万箱，中华牌香烟在中国高端市场的占有率常年在50%以上，并多年蝉联中国香烟销售额最高的品牌。

## 产品规格
市售的中华牌香烟以焦油量12毫克的软盒与硬盒两款最为常见，同时还有多种规格。
| 名称                 | 类型   | 每包数量（根） | 焦油量（毫克） | 烟气烟碱量（毫克） | 烟气一氧化碳量（毫克） |
| -------------------- | ------ | -------------- | -------------- | ------------------ | ---------------------- |
| 中华（软盒）         | 烤烟型 | 20             | 12             | 1.1                | 13                     |
| 中华（硬盒）         | 烤烟型 | 20             | 12             | 1.1                | 13                     |
| 中华5000             | 烤烟型 | 20             | 12             | 1.1                | 13                     |
| 中华（全开式）       | 烤烟型 | 20             | 12             | 1.1                | 13                     |
| 中华（硬盒10mg）     | 烤烟型 | 20             | 10             | 1.0                | 10                     |
| 中华（硬盒10mg12支） | 烤烟型 | 12             | 10             | 1.0                | 10                     |
| 中华（硬盒10mg5支）  | 烤烟型 | 5              | 10             | 1.0                | 10                     |

## 争议

### “爱我中华”广告
《中华人民共和国广告法》和《烟草广告管理暂行办法》对烟草广告进行了严格限制，因此上海烟草集团一直使用“爱我中华”的语句进行广告宣传，在其设置的大型户外广告上，以天安门为背景，上有“爱我中华”四个字，并以“上海烟草集团”为落款，虽上海烟草集团一直坚称此为弘扬爱国主义的公益广告，但还是不断受到质疑，根据一项调查，有超过半数的网名认为不应当以此为广告语对香烟品牌进行宣传。而在上海，95%以上的商场、超市、便利店的售烟处有“爱我中华”字样的广告。

### “中华”商标案
根据1993年颁布的《商标法》，与国家名称相同或近似，或者同中央国家机关所在地特定地点的名称或者标志性建筑物的名称、图形相同的文字和图形，均不允许出现在商标上。因中华牌香烟上有“中华”文字以及天安门、华表的图案，有律师据此向法院提出诉讼，并认为这些标志在香烟上使用损害了国家形象，要求撤销上海烟草集团的“中华”商标。北京市第一中级人民法院审理后指出，“中华”商标在1952年即申请注册，并在1979年获得正式注册，早于中国发布于1982年的第一部《商标法》，根据法不溯及既往的原则，上海烟草集团的“中华”商标可以继续使用。